# Стебаева, Софья Кузьминична
Софья Кузьминична Стебаева (англ. Sophya K. Stebaeva; род. 6 декабря 1936, СССР) — советский и российский учёный-почвенный зоолог, энтомолог и ведущий исследователь ногохвосток (Collembola) Сибири. Известна многочисленными научными публикациями и выделением системы жизненных форм коллембол.

## Биография
Родилась 6 декабря 1936 года.[где?]
В 1959 году окончила Уральский государственный университет
Начала работать в Башкирском заповеднике.
С 1960 года работала в Институте систематики и экологии животных Сибирского отделения АН СССР в Новосибирске (современный — Институт систематики и экологии животных СО РАН).
В 1967 году защитила диссертацию по теме «Ногохвостки (Collembola) безлесных ландшафтов Алтае-Саянской горной системы: На примере Тувы и юго-восточного Алтая»
В 1970 году разработала современную систему жизненных форм у коллембол, показав особенности их приспособления к жизни в различных горизонтах почвы, в подстилке и в других условиях.
В 2020 году работала в ИПЭЭ РАН

## Вклад в науку

### Система жизненных форм Стебаевой
Жизненные формы коллембол:
- Атмобионтные формы (поверхностные) — крупные окрашенные виды, населяющие верхние слои подстилки и способные подниматься на нижние части растений, характеризуются полностью развитыми глазами, относительно длинными придатками (антеннами, ногами и прыгательной вилкой).
  - кортицикольные (обитатели лишайников и опада)
- Гемиэдафические формы (полупочвенные) — с частичной редукцией глаз, рассеянным пигментом, укороченными придатками.
  - верхнеподстилочные
  - нижнеподстилочные
  - подстилочно-почвенные
- Эуэдафические формы (почвенные) — обитатели минеральных тонкопорозных слоев почвы — отличаются мелкими размерами, сильным укорочением придатков (редукцией вилки), полным отсутствием глаз и пигмента.
  - верхнепочвенные
  - глубокопочвенные
- Узкоспециализированные формы
  - троглобионты (пещерные виды)
  - обитатели поверхностной плёнки воды.

Распределение в почвенном профиле: Жизненные формы коллембол отражают выработанную в процессе эволюции систему морфологических адаптаций к обитанию в определенных слоях подстилки и почвы.Бабенко А. Б., Кузнецова Н. А., Потапов М. Б., Стебаева С. К., Ханисламова Г. М., Чернова Н. М., Определитель коллембол фауны СССР. М.: Наука, 1988. С. 47.

### Систематик
Описала несколько таксонов коллембол, среди них:
- Sahacanthella Potapov et Stebaeva, 1995 — новый род.
- Sibiracanthella Potapov et Stebaeva, 1995 — новый род из семейства Isotomidae[9]

Новые виды:
- Dicyrtoma grinbergsi Stebaeva, 1966
- Sminthurus ghilarovi Stebaeva, 1966
- Weberacantha beckeri (Stebaeva, 1966)
- Entomobrya montana Stebaeva, 1971
- Folsomia pseudodecemoculata Stebaeva, 1971
- Drepanura quadrilinata Stebaeva, 1973
- Pachyotoma sajanica (Stebaeva, 1975)
- Mucracanthus altaicus Stebaeva, 1976
- Xenylla erzinica Stebaeva, 1977
- Folsomia echinosetosa Stebaeva, 1978
- Xenylla stepposa Stebaeva, 1980
- Protaphorura tridentata Stebaeva, 1982
- Mucracanthus ischimicus Stebaeva, 1984
- Appendisotoma sibirica Stebaeva, 1985
- Psyllaphorura martynovae (Stebaeva, 1985)
- Anurophorus stepposus Potapov et Stebaeva, 1990
- Anurophorus alpinus Potapov et Stebaeva, 1990
- Anurophorus chukoticus Potapov et Stebaeva, 1990
- Anurophorus ursi Potapov et Stebaeva, 1990
- Anurophorus orientalis Potapov et Stebaeva, 1990
- Xenylla trisubloba Stebaeva et Potapov, 1994
- Xenylla osetica Stebaeva et Potapov, 1994
- Xenylla myrmecophila Stebaeva et Potapov, 1994
- Xenylla continentalis Stebaeva et Potapov, 1994
- Xenylla piceeta Stebaeva et Potapov, 1994
- Xenylla babenkoi Stebaeva et Potapov, 1994
- Xenylla subacauda Stebaeva et Potapov, 1994
- Sibiracanthella nuda Potapov et Stebaeva, 1993
- Sibiracanthella sohondo Potapov et Stebaeva, 1993
- Sahacanthella kele Potapov et Stebaeva, 1993
- Folsomia heterocellata Stebaeva et Potapov, 1997
- Folsomia baicalica Stebaeva et Potapov, 1997
- Folsomia taigicola Stebaeva et Potapov, 1997
- Folsomia sparsosetosa Potapov et Stebaeva, 1997
- Folsomides aridoviator Potapov et Stebaeva, 1997
- Oligaphorura tuvinica Potapov et Stebaeva, 1997
- Wankeliella intermedia Potapov et Stebaeva, 1997
- Cryptopygus bibasiosetis Potapov et Stebaeva, 1999
- Cryptopygus tribasiosetis Potapov et Stebaeva, 1999
- Isotomodella psammophila Potapov et Stebaeva, 2002

## Признание заслуг
В честь неё были названы новые виды:
- Caucasanura stebajevae Kuznetsova et Potapov, 1988
- Orchesella stebaevae Potapov et Kremenitsa, 2008

## Семья
Стебаев, Игорь  Васильевич (1925—2009) — энтомолог, профессор.